# Mycetophila punensis
Mycetophila punensis är en tvåvingeart som beskrevs av Lane 1955. Mycetophila punensis ingår i släktet Mycetophila och familjen svampmyggor. Inga underarter finns listade i Catalogue of Life.